# 加茲罕
加茲罕（Qazaghan；？—1358年），西察合台汗國突厥系（突厥化蒙古人）貴族首領和埃米爾，曾在1346－1358年統治河中。
他的早期身世和事跡很多地方不清楚，有可能是他通過任命而不是繼承而成突厥系貴族首領。在1345年他反對自己宗主合赞算端但失敗了，在1346年成功殺死合赞算端後成為河中實際統治者。之後擁立一系列傀儡汗，先是答失蠻察(1346–1348)和拜延忽里(1348–1358)。
在往後12年，他統治河中並往阿富汗卡爾提德王朝和印度德里蘇丹國擴張，
在1358年，他自己被另一貴族孛羅勒台的兒子所殺，而他位置由兒子米尔咱·阿布达拉赫繼承。